# Гриблянка
Гриблянка — деревня в Удомельском городском округе Тверской области.

## География
Деревня находится в северной части Тверской области на расстоянии приблизительно 15 км на запад-северо-запад по прямой от железнодорожного вокзала города Удомля.

## История
Появилась как станция Бологовско-Рыбинской железной дороги в 1869 году. Движение поездов открылось здесь в 1870 году. В 1886 году всего к станции было приписано 15 будок, количество хозяйств было 89 (1958), 83(1986), 53 (2000). До 2015 года входила в состав Копачёвского сельского поселения до упразднения последнего. С 2015 года в составе Удомельского городского округа.

## Население
Численность населения: 87 человек (1886 год), 250(1958), 146(1986), 87 (русские 93 %) в 2002 году, 69 в 2010.